# Комиссары (Островский район)
Комиссары — деревня в Шиковской волости Островского района Псковской области.
Расположена в 44 км к востоку от города Острова и в 0,3 км к востоку от волостного центра, деревни Шики.
Численность населения деревни по состоянию на 2000 год составляла 4 человек.